# Alessandro I di Serbia
Alessandro I Obrenović (in serbo Александар I Обреновић?, Aleksandar I Obrenović; Belgrado, 14 agosto 1876 – Belgrado, 11 giugno 1903) dal 1889 al 1903 è stato re dei Serbi. Fu l'ultimo sovrano della casata degli Obrenović, venendo assassinato assieme a sua moglie la regina Draga Mašin in una congiura ordita da un gruppo di ufficiali. In tal modo alla guida della Serbia, eretta a monarchia costituzionale, salì la Casata dei Karađorđević. 

## Biografia

### Infanzia

Re Milan I.

Nel maggio del 1887 re Milan I e sua moglie Natalija, dopo anni di conflitti sia personali sia politici, decisero di separarsi. La regina Natalija portò con sé il giovane Alessandro nel suo esilio volontario in Crimea, dove i due furono accolti entusiasticamente. Due mesi più tardi fecero ritorno a Belgrado, per partire di nuovo alla volta dell'impero austro-ungarico in agosto.
A ottobre dello stesso anno, re Milan volle tentare una riconciliazione con la moglie per riavere con sé l'erede al trono, e si recò a Budapest per incontrarli. Alessandro, con il consenso paterno, viaggiò in Italia insieme con la madre, ma non fece ritorno in Serbia: fu portato, invece, dalla regina a Wiesbaden; per farlo tornare in patria, dovette intervenire la polizia tedesca che, su richiesta del sovrano serbo, lo sottrasse alla madre nel luglio del 1888. Re Milan, successivamente, chiese e ottenne il divorzio dalla moglie.
Nel gennaio 1889 il Parlamento era intento a modificare la Costituzione. In una delle sessioni di voto, i radicali filo-russi, contrari alle politiche filo-austriache di re Milan, riuscirono a inserire una nuova norma sulla successione al trono, dichiarando Alessandro unico erede legittimo, estromettendo dichiaratamente gli eventuali nuovi figli che Milan I avesse avuto nel caso si fosse risposato. Questo atto era un'aperta dichiarazione di sfiducia nei confronti della politica dinastica del sovrano, a favore della regina Natalija.

### Ascesa al trono

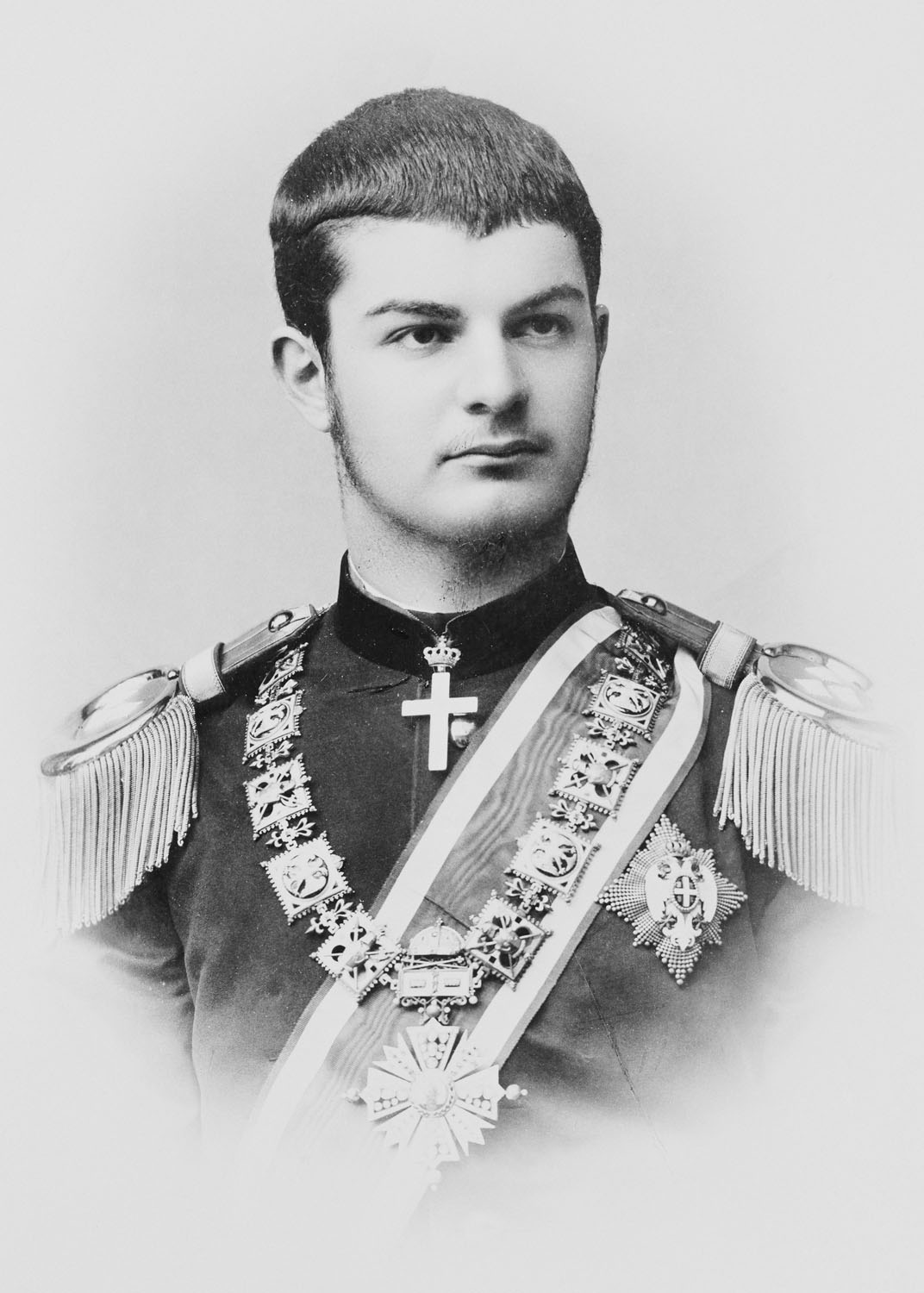
Alessandro I nel 1890, salito al trono da solo un anno.

Il 6 maggio 1889 Milan I abdicò improvvisamente e partì per Parigi, dove visse da privato cittadino. Alessandro, all'epoca tredicenne, divenne re, ma fu posto sotto l'autorità di un Consiglio di reggenza, presieduto dal politico liberale Jovan Ristić, fedelissimo di re Milan. L'ex-re aveva stabilito che Alessandro fosse tenuto lontano dall'influenza della madre, che poteva vederlo solo con il suo permesso e lontano dal palazzo reale. La tenacia della regina, però, fece sì che le visite fossero più frequenti e che si svolgessero a corte.
Nel 1891 fu formato un governo radicale, che si mise spesso in contrasto con la reggenza, che era d'ispirazione conservatrice. Nel governo e nel parlamento prevalsero gli elementi più radicali rispetto ai moderati, e l'amministrazione dello stato si andò via via paralizzando. Si fece un grande ricorso all'emissione di titoli di stato per finanziare la spesa pubblica, e il debito nazionale crebbe moltissimo. L'amministrazione perse gran parte della propria autorità e il brigantaggio divenne dilagante.
Nel 1892 i reggenti sfiduciarono il governo radicale e chiamarono i liberali alla guida di un nuovo esecutivo. Così, con la reggenza conservatrice, il parlamento radicale e il governo liberale, la situazione politica si paralizzò completamente. Il 1º aprile 1893 Alessandro, ancora sedicenne, decise di affrancarsi dalla reggenza. Fece rinchiudere tutti i membri del Consiglio e i ministri all'interno del palazzo reale e si autoproclamò maggiorenne.

### Regno

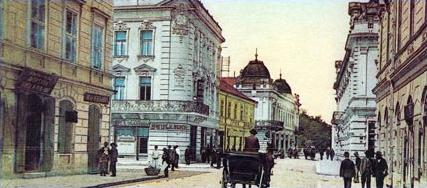
Belgrado all'inizio del XX secolo

Preso pienamente il potere, re Alessandro sciolse il governo liberale e diede nuovamente il potere ai radicali. La Russia, così, estese sulla Serbia la propria influenza politica. Nel gennaio del 1894 richiamò a Belgrado suo padre Milan, che nel 1892 aveva perfino rinunciato alla nazionalità serba pur di rimanere lontano dagli affari politici del proprio paese. Il 21 maggio, con un nuovo colpo di mano, abolì la Costituzione liberale del 1889, ripristinando quella più conservatrice del 1869. La legislatura parlamentare fu allungata da tre a cinque anni, il reato di lesa maestà vide inasprite le pene, la libertà di stampa fu ridotta. Furono portate avanti politiche per favorire il commercio e l'agricoltura. Con queste politiche l'economia della Serbia crebbe immediatamente e la paralisi amministrativa cessò del tutto.

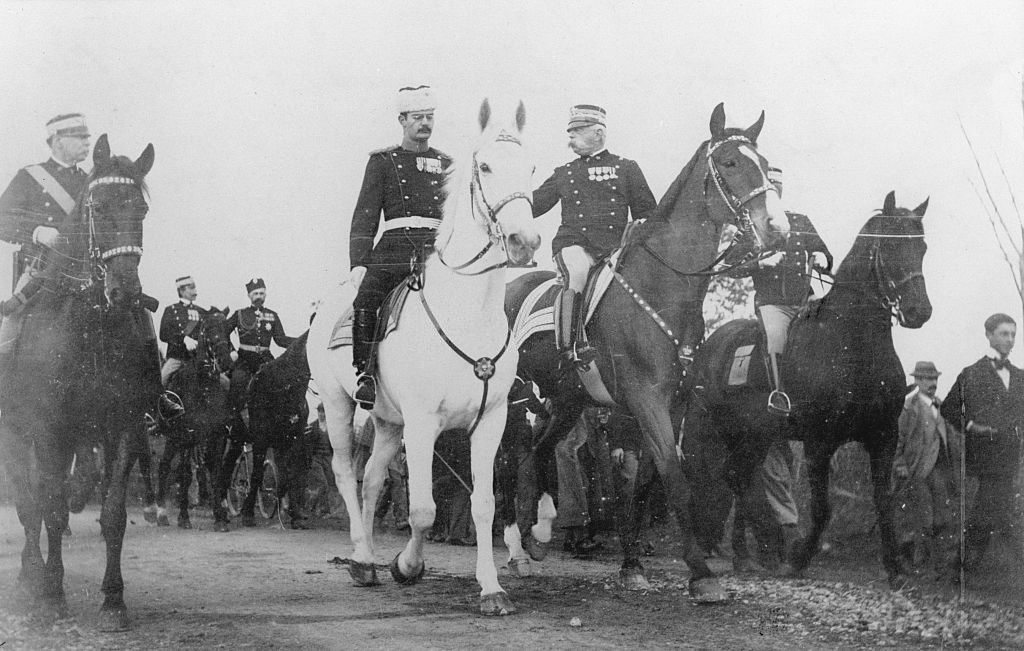
Alessandro con Umberto I di Savoia, 1896.

Nel 1897 l'esercito greco di Giorgio I e quello ottomano di Abdul Hamid II si affrontarono in battaglia. In gioco c'era l'indipendenza dell'isola di Creta dalla Turchia. Nonostante la grande eco internazionale di questo conflitto, Alessandro decise di rimanere neutrale. Nello stesso anno, nominò suo padre nuovo capo dell'esercito, probabilmente per diminuire l'influenza militare russa sulla Serbia. La politica estera, sotto l'influenza di re Milan, fu tesa a mantenere buone relazioni con l'impero austro-ungarico e per questo motivo sia l'impero russo sia il principato del Montenegro allentarono i propri rapporti sia politici sia economici con il regno di Serbia.

### Matrimonio

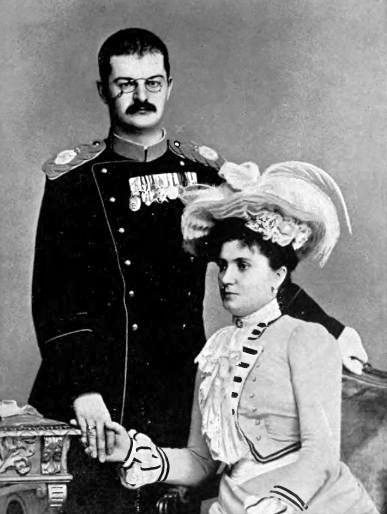
Alessandro I e Draga Mašin nel 1900 circa

Nell'estate del 1900 Alessandro annunciò il proprio fidanzamento con la nobile vedova Draga Mašin, che era stata dama di compagnia di sua madre, la regina Natalija. Re Milan, che si trovava a Karlovy Vary per trovare tra la nobiltà tedesca una moglie per Alessandro, e il primo ministro Vladan Đorđević, che presenziava in rappresentanza della Serbia all'Esposizione Universale di Parigi, non furono nemmeno consultati. Milan I e sua moglie Natalija, con cui si era riconciliato, protestarono aspramente e Đorđević si dimise. In molti ambienti la decisione di sposare la signora Mašin fu osteggiata e anche i sindacati protestarono violentemente.
Draga Mašin aveva dodici anni in più di Alessandro, era vedova di un ingegnere civile ceco e aveva la fama di seduttrice: per questo era giudicato inopportuno che il sovrano la prendesse in moglie. Le veementi proteste di Milan I e della regina Natalija valsero loro l'esilio. Nonostante i grandi sforzi, Alessandro trovò notevoli difficoltà nel formare un nuovo governo. Il solo che si congratulò per la decisione fu lo zar Nicola II, il che determinò un nuovo riavvicinamento con la Russia e una pacificazione delle proteste sindacali. Il matrimonio fu celebrato nel mese di agosto.

### Politica di riconciliazione
Le forti tensioni interne dovute allo scandalo del matrimonio reale indussero Alessandro a intraprendere molte nuove riforme per riconciliare a sé la nazione. Innanzitutto strinse un forte patto d'amicizia con l'impero russo per assicurarsi la sua protezione e una politica estera sicura, poi diede vita a notevoli modifiche istituzionali e politiche. Nel 1901 promulgò una nuova Costituzione più liberale, in cui comparve per la prima volta un sistema parlamentare bicamerale, fondato sull'Assemblea nazionale e sul Senato; fu allargata la libertà di stampa.

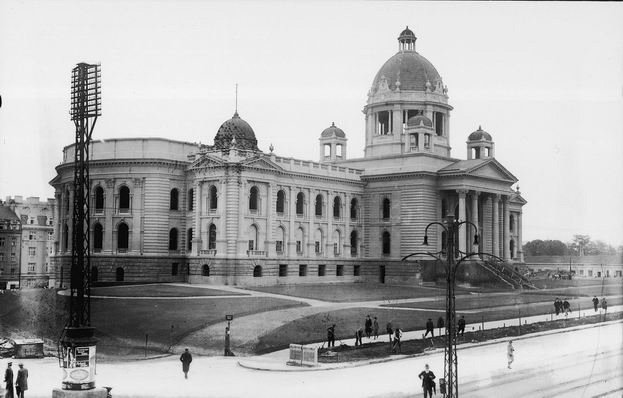
L'Assemblea nazionale a Belgrado

Il nuovo sistema parlamentare riconciliò i partiti politici con il sovrano, ma la libertà di stampa fu utilizzata per criticare apertamente sui giornali sia il re, sia soprattutto la regina Draga, la quale convinse Alessandro a nominare uno dei suoi fratelli erede provvisorio al trono. I fratelli di Draga erano assai impopolari, soprattutto erano mal visti dall'esercito, nei ranghi del quale cominciò a serpeggiare una volontà di rivolta.
La difficilissima situazione interna della Serbia vide la Russia e l'Austria assolutamente indifferenti dei destini di Alessandro che, divenuto del tutto impopolare in patria, smise di essere difeso anche in campo internazionale.
L'istituzione del Senato si rivelò un passo falso per Alessandro. La sua autonomia, infatti, era molta, e il re si sentì minacciato. Nel 1903 sospese la Costituzione giusto il tempo per decretare decaduti i senatori più anziani e i consiglieri più indipendenti e per sostituirli con suoi fedelissimi: ciò irritò i partiti e gli uomini politici.
Consapevole della sua crescente impopolarità, Alessandro meditò di divorziare dalla regina Draga; contemporaneamente, decise di impegnare la Serbia in una campagna militare a fianco della Bulgaria per liberare la Tracia e la Macedonia dal dominio ottomano.

### Assassinio e morte
Dopo l'estromissione dei senatori e dei consiglieri più critici, Alessandro riuscì a creare un governo che gli fosse fedele. Nonostante avesse stabilito in via provvisoria che un fratello della regina avrebbe preso la corona di Serbia dopo la propria morte, in accordo col governo stabilì che il secondo figlio di Nicola I del Montenegro, il principe Mirko, divenisse il legittimo erede al trono di Serbia nel caso la coppia reale non avesse avuto figli.
Gli alti ranghi dell'esercito, guidati da Dragutin Dimitrijević, tra i quali si era man mano fatta avanti l'idea di un colpo di Stato, decisero di porre fine all'insicurezza dinastica e alle politiche del sovrano, mettendo sul trono Pietro Karađorđević, figlio del vecchio principe Aleksandar. All'alba dell'11 giugno 1903 i soldati circondarono il palazzo reale, un gruppo di ufficiali appartenenti alla società segreta Mano Nera (Crna Ruka) (Црна рука), guidati dal capitano Dragutin Dimitrijević, vi fecero irruzione e catturarono Alessandro e Draga, che si erano nascosti negli appartamenti privati. I due sovrani furono uccisi, i loro corpi mutilati e i resti gettati a pezzi dalle finestre del palazzo. Furono sepolti nella chiesa di San Marco a Belgrado.
L'Assemblea nazionale e il Senato ripristinarono la costituzione del 1889 e ratificarono l'ascesa al trono di Pietro I.

## Ascendenza
|                               |                          |                                   | Genitori                                |  |  | Nonni |  |  | Bisnonni                   |  |  | Trisnonni        |  |
|                               |                          |                                   |                                         |  |  |       |  |  | Gospodaro Jevrem Obrenović |  |  | Todor Mihailović |  |
|                               |                          |                                   |                                         |  |  |       |  |  | Gospodaro Jevrem Obrenović |  |  | Todor Mihailović |  |
|                               |                          | Višnja Urošević                   |                                         |  |  |       |  |  | Gospodaro Jevrem Obrenović |  |  |                  |  |
| Principe Miloš Obrenović      |                          |                                   |                                         |  |  |       |  |  | Gospodaro Jevrem Obrenović |  |  |                  |  |
|                               |                          | Tomanija Bogićević                | Voivoda Antonije Bogićević              |  |  |       |  |  |                            |  |  |                  |  |
|                               |                          | Tomanija Bogićević                | Voivoda Antonije Bogićević              |  |  |       |  |  |                            |  |  |                  |  |
|                               |                          | Tomanija Bogićević                | Joka Bogićević                          |  |  |       |  |  |                            |  |  |                  |  |
| Milan IV di Serbia            |                          | Tomanija Bogićević                |                                         |  |  |       |  |  |                            |  |  |                  |  |
|                               |                          | Boiardo Costin Catargiu           | Boiardo Iordache Catargiu               |  |  |       |  |  |                            |  |  |                  |  |
|                               |                          | Boiardo Costin Catargiu           | Boiardo Iordache Catargiu               |  |  |       |  |  |                            |  |  |                  |  |
|                               |                          | Boiardo Costin Catargiu           | Principessa Ileana Rosetti              |  |  |       |  |  |                            |  |  |                  |  |
| Marija Catargiu               |                          | Boiardo Costin Catargiu           |                                         |  |  |       |  |  |                            |  |  |                  |  |
|                               |                          | Smaranda Balş                     | Boiardo Gheorghe Balş                   |  |  |       |  |  |                            |  |  |                  |  |
|                               |                          | Smaranda Balş                     | Boiardo Gheorghe Balş                   |  |  |       |  |  |                            |  |  |                  |  |
|                               |                          | Smaranda Balş                     | Principessa Ruxandra Sturdza            |  |  |       |  |  |                            |  |  |                  |  |
| Alessandro I di Serbia        |                          | Smaranda Balş                     |                                         |  |  |       |  |  |                            |  |  |                  |  |
|                               | Maresciallo Ioniţă Keşco | Ioniţă Keşco                      |                                         |  |  |       |  |  |                            |  |  |                  |  |
|                               | Maresciallo Ioniţă Keşco | Ioniţă Keşco                      |                                         |  |  |       |  |  |                            |  |  |                  |  |
|                               | Maresciallo Ioniţă Keşco | Tarsiţa Costache                  |                                         |  |  |       |  |  |                            |  |  |                  |  |
| Colonnello Petre Keşco        | Maresciallo Ioniţă Keşco |                                   |                                         |  |  |       |  |  |                            |  |  |                  |  |
|                               |                          | Natalija Balş                     | Boiardo Gheorghe Balş                   |  |  |       |  |  |                            |  |  |                  |  |
|                               |                          | Natalija Balş                     | Boiardo Gheorghe Balş                   |  |  |       |  |  |                            |  |  |                  |  |
|                               |                          | Natalija Balş                     | Principessa Ruxandra Sturdza            |  |  |       |  |  |                            |  |  |                  |  |
| Natalie Keşco                 |                          | Natalija Balş                     |                                         |  |  |       |  |  |                            |  |  |                  |  |
|                               |                          | Principe Nicolae Sturdza          | Principe Ioniţă Sturdza Vodă            |  |  |       |  |  |                            |  |  |                  |  |
|                               |                          | Principe Nicolae Sturdza          | Principe Ioniţă Sturdza Vodă            |  |  |       |  |  |                            |  |  |                  |  |
|                               |                          | Principe Nicolae Sturdza          | Principessa Ecaterina Rosetti-Roznovanu |  |  |       |  |  |                            |  |  |                  |  |
| Principessa Pulcheria Sturdza |                          | Principe Nicolae Sturdza          |                                         |  |  |       |  |  |                            |  |  |                  |  |
|                               |                          | Principessa Maria Ghica-Comăneşti | Principe Dimitrie Ghica-Comăneşti       |  |  |       |  |  |                            |  |  |                  |  |
|                               |                          | Principessa Maria Ghica-Comăneşti | Principe Dimitrie Ghica-Comăneşti       |  |  |       |  |  |                            |  |  |                  |  |
|                               |                          | Principessa Maria Ghica-Comăneşti | Principessa Zoe Rosetti-Răducanu        |  |  |       |  |  |                            |  |  |                  |  |
|                               |                          | Principessa Maria Ghica-Comăneşti |                                         |  |  |       |  |  |                            |  |  |                  |  |